# Граната
Граната (на испански: Granada) е бойно тактическо средство (боеприпас), предназначено за поразяване на жива сила и военна техника на противника на близки разстояния.
Названието идва от плодовете на „Гранатовото дърво“ (на бълг. – нар), които по вид, а и заради зърната в нара, които приличат на осколки, дават наименованието на това ефективно оръжие.
Гранатата се състои от корпус, заряд взривно вещество и взривател (запалка).
Пораженията върху противника идват от осколките на корпуса и ударната вълна.

## Видове, приложение и устройство
По вида на използване гранатите са предназначени за хвърляне с ръка (ръчна граната) и за изстрелване от специални устройства – гранатомети (в това число подцевни гранатомети, снабдени с унифицирани 40-мм гранати и др.).
По начина на приложение гранатите се делят на:
- противотанкови (фугасни, кумулативни),
- противопехотни (осколочни, осколочно-фугасни),
- запалителни,
- гранати със специално предназначение (димни, светлинни, сигнални и други).

По устройството си гранатите се делят на:
- отбранителни гранати
- настъпателни гранати

Съществуват различни по принцип детонации.
Динамическа (детонация при удар в целта) и със закъснение (детонация на взривателя след определено време след активиране).